# دبس (دهانه)
دبس یک دهانه برخوردی در ماه‌ است.

## دهانه‌های اقماری
این دهانه ۲ دهانه اقماری دارد.
| Debes | عرض جغرافیایی | طول جغرافیایی | قطر          |
| ----- | ------------- | ------------- | ------------ |
| A     | ۲۸.۸° N       | ۵۱.۵° E       | ۳۳.۰ کیلومتر |
| B     | ۲۹.۰° N       | ۵۰.۶° E       | ۱۹.۰ کیلومتر |